# 1990年香港
|        | 香港歷史 \| 香港歷史年表                                                                                                   |
| 世紀： | 19世紀香港 \| 20世紀香港 \| 21世紀香港                                                                                     |
| 年代： | 1960年代香港 \| 1970年代香港 \| 1980年代香港 \| 1990年代香港 \| 2000年代香港 \| 2010年代香港 \| 2020年代香港               |
| 年份： | 1986年香港 \| 1987年香港 \| 1988年香港 \| 1989年香港 \| 1990年香港 \| 1991年香港 \| 1992年香港 \| 1993年香港 \| 1994年香港 |
| 紀年： | 庚午年（马年）、香港開埠149周年、香港重光45周年                                                                            |

## 政府

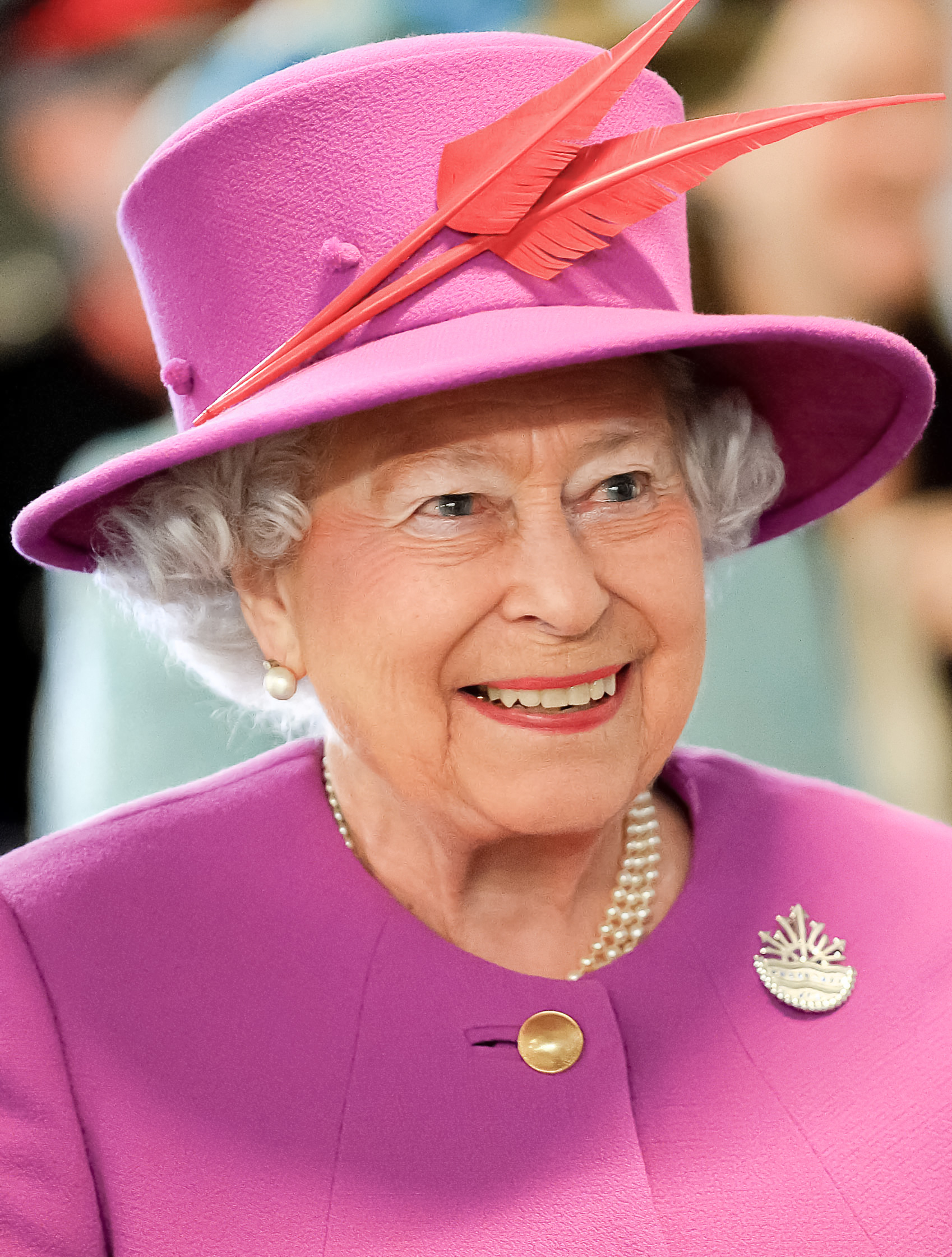
英国君主：伊丽莎白二世
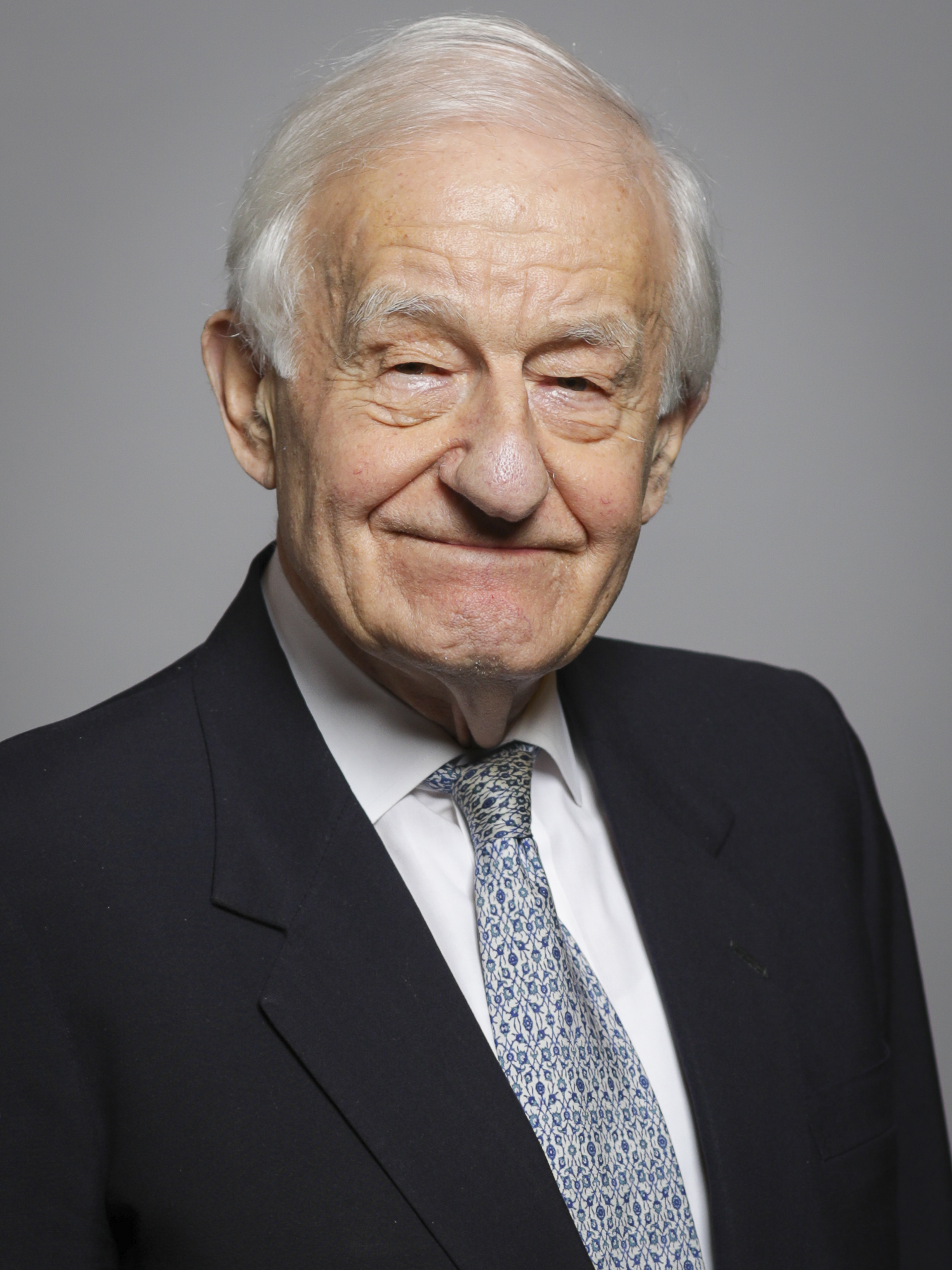
香港總督：衛奕信

## 大事記

### 1月
- 1月1日：香港首富李嘉誠的妻子莊月明逝世。
- 1月10日：立法局提交《廣播事務管理局修訂條例1990》草案。
- 1月11日：油麻地德成街富裕臺命案。
- 1月13日：荔枝角公園建成。
- 1月19日：青衣島青泰苑寶泰閣兇殺案。

### 2月
- 2月5日，青年事務委員會成立。
- 2月6日：凌晨，立法局首席議員李鵬飛返回沙田九肚山寓所時，在門前遭5名男子持刀斬傷頭部，送院救治，幸傷勢不重。[1]
- 2月10日：
  - 慈雲山沙田療養院命案。
  - 柴灣公園命案。
  - 重修後的新田大夫第獲頒香港建築師學會的會長大獎。
- 2月13日：香港特別行政區基本法起草委員會召開最後一次大會。
- 2月14日：船民一日三宗大屠殺，造成36人傷，防暴隊入內施放51枚催淚彈，並檢獲800件武器。[2]
- 2月20日：柴灣興華邨樂興樓19樓命案。
- 2月21日：
  - 北角寶馬山道17號賽西湖商場卡拉OK酒廊，6名幫派暴徒襲擊5人，2人死亡。
  - 荔枝角長坑村長坑路街坊福利會門外，債仔因無力還貴利，劫殺貴利。
- 2月24日：有17年歷史的警察少年訓練學校關閉前舉行最後一期結業禮[3]。

### 3月
- 3月16日：九龍城寨首期工程完成。
- 3月20日：五名悍匪械劫油麻地金行與警爆發槍戰一死三人傷，入境處職員助捉賊慘遭槍擊殉職。[4]
- 3月27日：消防員因工時問題絕食，千人不適消防工作陷半癱瘓，25間局不服務6消防船停航。[5]

### 4月
- 4月1日：政府開始籌備於93年6月成立創新中心。
- 4月4日：全國人民代表大會通過《香港特別行政區基本法》。
- 4月5日：大坑道衛斯理村木屋區公厠對開，發現在一個廢棄雪櫃內藏嬰屍，浸於一呎高闊口玻璃瓶液體內。
- 4月8日：荔枝角天橋底開槍案。
- 4月10日：華懋集團創辦人王德輝再次被綁架，至今仍下落不明。1999年9月9日被法庭裁定其「死亡」。
- 4月12日：美新團因財政問題終止營業。
- 4月14日：荃灣海壩街命案。
- 4月18日：屯門海翠花園四屍倫常滅門案。
- 4月19日：淘大商場洗手間兇殺案。
- 4月20日：1987年2月動工興建之城門隧道通車。
- 4月23日：由民主派人士組成的政治組織香港民主同盟（今香港民主黨）成立。
- 4月25日：凌晨3時許，藝人劉嘉玲於九龍駕車時被人脅持拍下裸照，2小時後放回。[6]
- 4月29日：
  - 中午約12時，一輛行走848線的丹尼士巨龍11米（S3N28，車牌號碼DM8183）駛至荃錦交匯處時失控向右側翻，壓住一輛客貨車的車尾。巴士司機、10名乘客及兩名客貨車乘客受傷送院。
  - 烏溪沙的白石船民中心發生有數十名越南船民逃亡事件。

### 5月
- 5月1日：元朗公路首期工程動工興建。
- 5月2日：
  - 隨黃日華簽約亞視，1988年12月7日梁潔華與黃日華結婚，1990年5月2日生下女兒黃芷晴，婚後息影轉作保險經紀，現為保險公司的高級經理人員，5月2日於黃芷晴Adrian生日快樂。
  - 白石營船民凌晨持武器發難，百多船民衝出中心懲署投催淚彈鎮壓。[7]
- 5月3日：兩名水警在踏石角對開海面一艘躉船調查汽車走私案時，被內地公安指其闖入內地水域，該兩名水警連同躉船及走私貨物被內地公安扣留。事件其後於該月尾獲得解決，兩名水警獲釋，而走私汽車則於7月底移交予香港警方。
- 5月4日：政府與有志經營香港第三家電台之財團進行洽商。
- 5月6日：秀茂坪順天邨天池樓發生倫常命案，父子四人同被毒害。[8]
- 5月15日：麗港城預售樓花現場，遭一群江湖份子「飲管黨」排隊。[9]
- 5月16日：立法局通過將法定成人年齡由21歲降至18歲。[10]
- 5月19日：紅磡商業中心A座大堂東主遭身分不明人士刺殺，警方循錢銀瓜葛調查。[11]
- 5月22日：元朗朗屏邨秀屏樓雙屍案。
- 5月30日：渣打銀行大廈重建計劃完成。
- 5月31日：麗港城再度發生江湖炒樓事件，最後被警察制服。

### 6月
- 6月4日：下午，25萬名香港市民上街哀悼六四事件一周年[12]。晚上8至10時，支聯會在維園舉辦「六四」一周年燭光悼念集會，主辦單位估計有15萬名[13]市民出席，從此維園成為香港每年悼念六四事件的最大場合。
- 6月6日：警員陳冠斌在水警北分區吐露港近大美篤執行反走私行動時，一艘馬達快艇蓄意撞擊小艇隊快艇，導致兩名人員墜海，陳冠斌殉職。
- 6月7日：屯門康德花園四屍慘案。
- 6月8日：警方於將軍澳2個建築地盤（包括安寧花園），拘捕30多名內地非法勞工及2名聘用他們的承判商。
- 6月12日：前警殺死分居妻子吳小婷，想把屍體運往他處拋棄，但因見不遠處有警方路障，慌亂中汽車撞山，張棄屍石澳道爛坭灣，將車駛返石澳停車場清洗後離去。張雲聲稱吳小婷持刀威脅他復合，混亂中將她刺死。
- 6月16日：一輛行走66M線的丹尼士巨龍（S3N31，車牌號碼DM8817）在屯門公路近汀九撞向前面一輛因壞車而停在慢線的57M線巴士，11人受傷。
- 6月17日－6月18日，強烈熱帶風暴彌敦襲港，天文台懸掛3號風球，風暴導致5死1傷及1失蹤，成為1990年代最多人喪命的香港風災。
- 政府刊憲公佈《廣播事務管理局條例草案1990》於12月1日生效。

《1989販毒（追討得益）條例》正式生效。
- 6月26日：上水一名患有精神分裂症四年的車房員工，因多次被老闆責罵，一怒之下用鐵鎚把老闆毆斃。
- 6月27日：蘇屋邨彩雀樓新裝修單位命案應屆會考女生被殺。[14]

### 7月
- 立法局通過《醫管局條例草案》。
- 深水埗難民營開始拆卸，以便興建公屋及居屋共2100單位。[15]
- 7月2日：沙田小瀝源的廣源邨建築地盤發生黑工與警方對峙事件。兩日後，黑工全部投降，並遭當場逮捕。
- 7月19日：流浮山發生槍擊案，海鮮商人拒絕繳納保護費，於漁棚遭對家委託的解決師開兩槍，飲彈瀝血而死。[16]
- 7月20日：荃灣青龍頭村村屋遭縱火釀成慘劇侄兒及妻女2死1傷。[17]

### 8月
- 8月4日：荃灣眾安街81號二樓202號房公寓命案。
- 8月16日：屯門景峰花園衣櫃藏屍案。
- 8月17日：柴灣興華邨縱火雙屍案。[18]
- 8月18日：
  - 香港天文台錄得歷來第三高溫，市區自1900年8月19日後再次錄得攝氏36.1度[19][20]，僅次於2015年8月8日和2017年8月22日所錄得的36.3度和36.6度[21]。
  - 金輪大厦兇殺案，1名男子被2名男子開3槍及刀斬致死。[22]
- 8月22日，荃灣德士古道屈臣氏工業大廈發生五級大火，造成5人受傷。
- 8月24日：鄧蓮如獲英女皇冊封為男爵，並成為英國上議院議員。
- 8月27日：四名悍匪紅磡站打劫解款車。[23]
- 8月28日：
  - 一名商台電子技工遭誤殺。
  - 警匪上環大火拼，男途人胸部中流彈不治，悍匪其後於上環站內倉皇逃脫，一名39歲女子被撞傷送院。[24]

### 9月
- 9月3日：三槍匪打劫中環錶行，掠去一批總值七百萬名錶，警接報到場駁火十二響。[25]
- 9月6日：沙田第一城煤氣爆炸，1死8傷。
- 9月11日：紅磡機利士南路一間聯誼會被人用電油及燃燒彈縱火，造成6死23傷。
- 9月20日：警務處處長李君夏寓所遇劫。
- 9月25日：
  - 慈雲山邨今晨揭發命案51座地下51號發生命案，父女被刀斬傷而死。[26]
  - 跑馬地警署遭汽油彈襲擊。

### 10月
- 10月2日：觀塘曉光街發生八車連環相撞的車禍，涉及2部雙層巴士、5部私家車及1部的士，其中1部肇事雙層巴士撞向祥和苑的石躉，車禍中14人受傷[27]。
- 10月4日：十一個公務員工會五千紀律人員參加遊行，要求重新檢討薪酬不滿。[28]
- 10月7日：一輛行走42A線的丹尼士巨龍（S3N130，車牌號碼DP5512）在彌敦道近寧波街與一輛行走8號線的丹尼士喝采（N246，車牌號碼CN3979）及行走208線的三菱MK117J相撞，無人受傷。
- 10月8日：上環文咸西街舊樓倒塌，一名老婦當場被壓死，三日後才被發現[29]。
- 10月12日：消防處救護員因不滿免費運送私家醫院病人及私人老人院老人服務千人當值半數突然請假。[30]
- 10月24日：油麻地渡船街發生車禍，一對母子被客貨車撞倒，子死母傷。[31]
- 10月26日：九龍土瓜灣唯一工業大廈發生塌簷篷意外，6死7傷。
- 10月28日：超過10,000人在維多利亞公園集會，抗議日本侵佔釣魚台群島。

### 11月
- 11月4日：郵務員要求改善工時150人遊行抗議。[32]
- 11月5日：九龍常盛街黑幫仇殺案
- 11月9日：1987年9月動工興建之將軍澳隧道通車。
- 11月26日：富善邨善雅樓縱火命案。

### 12月
- 12月1日：醫院管理局成立，同日香港政府禁止電台和電視台播放香煙廣告。同日亦為香港首次供電100週年，以及居英權計劃開始接受申請的第一日。
- 12月12日：悍匪械劫西環金舖，遇上巡邏警員，匪發隨即燒槍三發並成功擺脫警方追捕。[33]
- 12月13日：荔枝角焚化爐正式關閉[34]。
- 12月16日：香港單車選手蔡志明在澳門一場單車賽上意外喪生。
- 12月17日：香港上海匯豐銀行宣佈遷冊英國，在英國成立控股公司。
- 12月19日：新世界中心商場珠寶店遭悍匪打劫，損失總值700萬首飾，匪徒燒槍六發射傷兩名護衞員。[35]
- 12月23日：凌晨，深水埗南昌街一棟9層高唐樓發生四級火警，消防員來回用「長臂猿」升降台將被困市民救出，至清晨5時再次使用時疑超載發生罕見意外，當升降台下降至3樓時突然傾側倒塌[36]，意外連同火警共造成7死49人受傷[37][38]，其中13名傷者為消防員，此次亦是香港目前唯一一次消防車雲梯扭曲下墜意外。
- 12月24日：
  - 凌晨一輛貨車衝過警方路障，造成1名警員死亡。[39]
  - 觀塘祥和苑凌晨發生持槍劫案，兩夫婦在停車場被2名持槍男子打劫，損失30萬現款[40]。
- 12月27日：四匪持械行劫油蔴地火鍋店，逃走時與巡邏警員並發生火拼，雙方駁火近十響，警員飲彈瀝血殉職。[41]

### 節慶
下列節慶，如無註明，均是香港的公眾假期，同時亦是法定假日（俗稱勞工假期）。有 # 號者，不是公眾假期或法定假日（除非適逢星期日或其它假期），但在商業炒作下，市面上有一定節慶氣氛，傳媒亦對其活動有所報導。詳情可參看香港節日與公眾假期。
- 1月1日（星期一）：元旦
- 1月26日（星期五）：農曆年初一之前一日（補1月28日）
- 1月27日（星期六）：農曆年初一
- 1月28日（星期日）：農曆年初二
- 1月29日（星期一）：農曆年初三
- 4月4日（星期三）：兒童節 #
- 4月5日（星期四）：清明節
- 4月13日（星期五）：耶穌受難節（是公眾假期，但不是法定假日）
- 4月14日（星期六）：耶穌受難節翌日（是公眾假期，但不是法定假日）
- 4月16日（星期一）：復活節星期一（是公眾假期，但不是法定假日）
- 5月28日（星期一）：端午節
- 6月16日（星期六）：英女皇壽辰（是公眾假期，但不是法定假日）
- 6月18日（星期一）：英女皇壽辰後第一個星期一（是公眾假期，但不是法定假日）
- 8月25日（星期六）：8月份最後一個星期一之前一個星期六（是公眾假期，但不是法定假日）
- 8月27日（星期一）：8月份最後一個星期一為重光紀念日
- 10月3日（星期三）：中秋節 #
- 10月4日（星期四）：中秋節翌日
- 10月26日（星期五）：重陽節
- 10月31日（星期三）：萬聖夜 #
- 12月22日（星期六）：冬至（是法定假日，但不是公眾假期，根據法定假日放假的機構，或會聖誕節放假，冬至不放假。部份機構或會提早下班）
- 12月24日（星期一）：平安夜#（不是公眾假期或法定假日，但部份機構或會提早下班或放假一天）
- 12月25日（星期二）：聖誕節（根據法定假日放假的機構，或會冬至放假，聖誕節不放假）
- 12月26日（星期三）：聖誕節後第一個周日（是公眾假期，但不是法定假日）
- 12月31日（星期一）：公曆除夕# （不是公眾假期或法定假日，但部份機構或會提早下班或放假一天）

## 出生人物
- 1月8日：陳嘉寶，香港藝人
- 1月11日：林泳淘，香港藝人
- 1月14日：梁業（肥仔）、郭嘉駿（193）：男團ERROR成員，其中前者為隊長
- 3月27日：胡鴻鈞，香港歌手，無綫藝員
- 3月29日：談善言，香港藝人
- 4月3日，魏焌皓，前無綫電視男藝員
- 4月18日：吳業坤，香港歌手，無綫藝員
- 4月19日：單文柔，無綫藝員，陳展鵬之妻
- 4月30日：邵珮詩，無綫藝員
- 5月2日：黃芷晴，香港藝人
- 5月10日：王歌慧，香港歌手，藝人
- 5月11日：張曦雯，無綫藝員
- 5月20日：陳嘉倩，前無綫新聞主播，ViuTV藝員
- 5月21日：陳婉衡，無綫藝員
- 6月18日：王灝兒（JW），香港歌手
- 7月8日：谷婭溦，香港歌手，早年於內地出道
- 7月21日：林欣彤，香港藝人
- 8月10日：何啟華，香港藝人，男團ERROR成員
- 9月17日：尹詩沛，無綫藝員
- 9月24日：游學修，香港藝人，網台《試當真》創辦人
- 9月25日：樊沛珈（阿Gi），MakerVille藝人，前啱Channel合約藝人
- 11月7日：譚淇淇，香港女說唱家、模特兒
- 11月14日：閆擎，已故香港電台唱片騎師（於2021年3月22日被發現在家中猝死）
- 12月1日：陳穎欣，香港政治人物

## 大型獎項

### 電視廣播有限公司獎項（1990年）
香港小姐
- 冠軍：袁詠儀
- 亞軍：翁杏蘭
- 季軍：梁小冰
- 最上鏡小姐：袁詠儀
- 國際親善小姐：翁杏蘭

新秀歌唱大賽
- 冠軍：徐鎮東

十大勁歌金曲頒獎典禮
- 最受歡迎男歌星：劉德華
- 最受歡迎女歌星：葉蒨文
- 金曲金獎：《焚心以火》（歌手：葉蒨文）